# チン・テヒョン

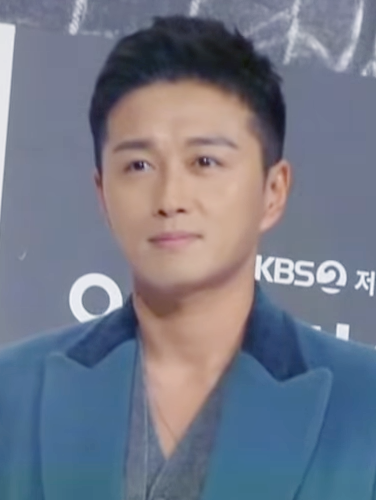

チン・テヒョン（진태현、1981年2月15日 - ）は、韓国の俳優。身長176cm。体重64kg。血液型O型。趣味は、釣り、映画鑑賞、登山。特技は、歌とラップ、運動(特にサッカー)。配偶者　パク・シウン（2015年〜）

## プロフィール
2001年のMBC公募採用に合格し俳優となる。ソウル芸術大学演劇科2学年休学中。

## 出演作品

### ドラマ
- 青少年ドラマ スタート（1996年）
- ロマンス（2002年）
- 君と出会ってから（2002年） キム・スジン役
- 贈り物（2002年）
- 屋根裏部屋の猫（2003年）ジュンホ役
- うれしい便り（2003年）ジョン・ピルリプ
- ソドンヨ（薯童謡）（2005年）ユリム役
- 雪の女王（2007年） チェ・チュンシク役
- Sクリニック（2007年）Dｒ.フ役
- 僕は君にほれた（2008年）ペ・ジフン役
- 白い嘘（2008年）カン・ヒョンウ役
- 天使の誘惑（2009年）ナム・ジュスン役
- インス大妃  (2011年ー2012年)   燕山君役
- ホテルキング（2014年）ローマン・リー役
- モンスター（2016年）ド・グァンウ役
- 左利きの妻（2019年）キム・ナムジュン役

### 映画
- 愛しのサガジ（2004年）ヨンウン役
- まわし蹴り（2004年）ジョンデ役
- 私の生涯で最も美しい一週間（2005年）ミン・テヒョン役
- 青燕（2005年）カン・セギ役
- 放課後の屋上（2006年）マ・ヨンソン役
- イブの誘惑－良い妻－（2007年）チニョン役
- 二つの顔の彼女（2007年）シフ役
- 悲夢（2008年）ランの元彼役

## 受賞経歴
- 2005年　第13回 春史羅雲奎映画芸術祭 新人男優賞
- 2009年 SBS演技大賞 ニュースター賞（「天使の誘惑」）